# Faenius Rufus
Lucius Faenius Rufus, mort en 65, à Rome, est l'un des deux préfets du prétoire de l'empereur Néron à partir de 62. En 65, à la suite de sa participation à la conjuration de Pison visant à assassiner Néron, il est mis aux arrêts et exécuté.

## Biographie

### Famille
On lui connait un fils, Lucius Faenius Apollinaris.

### Carrière
Faenius Rufus est un chevalier romain dont la naissance et la jeunesse ne nous sont pas connues. En 55, du fait de sa proximité avec Agrippine la Jeune, la mère de l'empereur Néron, il obtient la préfecture de l'annone. Il est par conséquent chargé de l'approvisionnement en blé de la capitale, du stockage des céréales et de la gestion des distributions garanties par la maison impériale. Il semble que Faenius Rufus se soit honorablement acquitté de sa tâche puisque Tacite insiste sur son efficacité et sa probité qui lui auraient valu l'estime du peuple.
Ainsi, à la mort de Sextus Afranius Burrus, Rufus est récompensé en se voyant attribuer la préfecture du prétoire, c'est-à-dire le commandement de la garde prétorienne, conjointement avec l'ancien préfet des vigiles Tigellin, un familier du Prince. En partageant cette fonction entre deux personnes, Néron souhaite sans doute limiter le pouvoir du commandant de la garde. Bien que Tigellin soit nommé du fait de sa proximité avec le Prince, si ce dernier élève Faenius Rufus à cette fonction, c'est sûrement en raison de sa popularité auprès de la garde. De fait, les deux préfets du prétoires ne parviennent pas à s'entendre. Tigellin s'efforce de discréditer son rival auprès de l'empereur, en l'accusant notamment de vouloir venger Agrippine, dont il aurait été l'amant, entretemps assassinée par Néron.
Incapable de lutter contre l'influence de Tigellin, Faenius Rufus commence à craindre d'être disgracié par l'empereur. C'est peut-être un facteur déterminant du ralliement du préfet, pourtant un des personnages les plus importants de l'Empire, à la conjuration fomentée contre Néron. Il rejoint donc les conspirateurs, réunis autour du sénateur Pison de la gens Calpurnia, et, après avoir reporté une fois leur méfait, s'accordent pour orchestrer le renversement du Prince à l'occasion des jeux de Cérès. Ainsi, tandis que l'empereur doit tomber sous le poignard des assassins dans le Circus Maximus, Faenius Rufus est chargé d'escorter Pison à la caserne prétorienne pour qu'il reçoive l'acclamation des soldats de la garde.
Rien ne se passe toutefois comme prévu. Dénoncé par Milichus, un de ses affranchis, un sénateur, Flavius Scaevinius, ainsi qu'un chevalier, Antonius Natalis, sont arrêtés par ordre de l'empereur. Découvrant le complot et ignorant encore son envergure, ce dernier charge les officiers de sa garde, en premier lieu desquels Tigellin et Faenius Rufus de faire toute la lumière sur cette conjuration. Faenius Rufus, qui comprend que la conspiration est vouée à l'échec, met toute son énergie à dissimuler son implication par une manifestation inconditionnelle de zèle. Natalis livre plusieurs noms, incluant certaines personnes, à l'image de Sénèque, dont la participation au complot n'est sans doute pas avérée. Les arrestations se multiplient et Rufus s'efforce de tenir son rôle de préfet. Croyant encore pouvoir échapper à son sort, il empêche l'un de ses officiers, le tribun Subrius Flavus, lui aussi impliqué dans le complot, de profiter d'une visite de l'empereur pour le faire trépasser.
Faenius Rufus finit cependant par être rattrapé par ses actes. Dénoncé par Scaevinius puis par le chevalier Cervarius Proculus, il se montre incapable de se justifier devant le crime dont on l'accuse. Le préfet du prétoire est finalement arrêté par les troupes loyales à l'empereur, avec ceux des officiers prétoriens, tels Flavus et Sulpicius Aper, qui se sont, eux aussi, compromis dans l'affaire. Après un rapide procès, tous trois sont exécutés, mais tandis que ses deux compagnons affrontent courageusement la mort, Tacite déplore que Faenius Rufus, terrifié, ait manqué de fermeté à l'heure de son décès.